# Церовски водопад
Церовският водопад е разположен по течението на река Варовитица на север от село Церово в Искърското дефиле, Западна Стара планина. Височината му е 19 метра. Най-пълноводен е напролет. През останалото време на годината дебитът на водопада е сравнително слаб. До него може да се стигне по кратка пътека (500 метра), която започва от един от завоите на пътя от Церово към село Заселе.